# Amadores, Argentina
Amadores är en ort i Argentina.   Den ligger i provinsen Catamarca, i den norra delen av landet, 1 000 kilometer nordväst om huvudstaden Buenos Aires. Amadores ligger 793 meter över havet och antalet invånare är 179.
Terrängen runt Amadores är varierad. Amadores ligger nere i en dal som går i nord-sydlig riktning. Närmaste större samhälle är La Carrera, 12,2 kilometer sydväst om Amadores.
I omgivningarna runt Amadores växer i huvudsak lövfällande lövskog. Runt Amadores är det mycket glesbefolkat, med 3 invånare per kvadratkilometer.